# Eduardo Magaña
Eduardo Magaña, född 10 mars 1984, är en mexikansk bågskytt. Han deltog vid olympiska sommarspelen 2004.